# جيروم شنايدر
جيروم شنايدر (بالإنجليزية: Jérôme Schneider)‏ (و. 1981  م) هو لاعب كرة قدم، من سويسرا، ولد في نوشاتيل، يلعب كمُدَافِع.

## روابط خارجية
- جيروم شنايدر على موقع قاعدة بيانات كرة القدم.إي يو (الإنجليزية)
- جيروم شنايدر على موقع Soccerway.com (الإنجليزية)